# Evy Berggren
Evy Margareta Berggren (Skellefteå, 16 giugno 1934 – Uppsala, 5 dicembre 2018) è stata una ginnasta svedese.

## Palmarès

### Olimpiadi
- Oro a Helsinki 1952 negli attrezzi a squadre.
- Argento a Melbourne 1956 negli attrezzi a squadre.

### Mondiali
- Oro a Basilea 1950 nel concorso a squadre.
- Bronzo a Roma 1954 nel volteggio.